# Vesna Benedetič
Vesna Benedetič, umetnica, ilustratorka, slikarka in grafičarka, * 6. avgust 1966, Gorica.

## Življenje in delo
Vesna Benedetič se je rodila v Gorici, oče Filibert, mati Nadja (rojena Gravner). Družina se je kmalu preselila v Trst, kjer je Vesna pri Sv. Jakobu obiskovala slovensko osnovno in srednjo šolo ter maturirala na Znanstvenem Liceju Franceta Prešerna v Trstu. V Ljubljani je sledila lekcijam akademskega mojstra Sava Sovreta, kasneje je v Milanu obiskovala izobraževalni tečaj o uporabah barv v terapevtski praksi Psihologija barve s prof. in terapevtom Giannijem Camattarijem . Do leta 2009 je živela in ustvarjala v Trstu, nato se je preselila v osrčje slovenskega Krasa, kjer si je v Škrbini pri Komnu s svojim življenjskim sopotnikom (ki prihaja iz Senegala) uredila bivališče in atelje .
Vesna Benedetič je sodelovala na številnih vsedržavnih in mednarodnih razstavah in je postavila ogromno osebnih razstav , najbolj prepoznavna pa je predvsem kot prefinjena ilustratorka za najmlajše . Ilustrira otroške knjige bodisi za italijanske kot slovenske založbe. Redno sodeluje z otroško revijo Pastirček, ki jo izdaja Goriška Mohorjeva družba iz Gorice in z otroško revijo Galeb (izdaja Novi Matajur iz Čedada). Sodeluje z raznimi ustanovami in društvi pri številnih projektih in dogodkih, tako z ilustracijo, kot tudi z grafičnim oblikovanjem.
Leta 2012 se je udeležila na Sinjem Vrhu nad Ajdovščino 18. mednarodne likovne kolonije Umetniki za karitas , to je likovna kolonija, kjer umetniki darujejo talent in čas za ljudi v stiski, saj je bil izkupiček prodanih del namenjen otrokom v stiski . Leta 2019 so Vesni Benedetič zaupali projekt , da polepša stene v tržaški pediatrični bolnišnici Burlo Garofolo in tako 27 njenih poslikanih panelov v mehkih barvnih odtenkih krasi deset sob v pediatrični kliniki, v katerih se dan za dnem proti boleznim borijo otroci .
Leta 2014 je na svojem ateljeju ustanovila Ramatou (to je ime rdečega vrabčka, ki živi v Senegalu in prinaša srečo), zavod za mreženje umetnosti, preko katerega vodi likovne delavnice in tečaje, sodeluje z založbami, revijami in raznimi ustanovami. Zavod Ramatou ponuja različne umetniške storitve: od slikarstva in ilustracije do grafičnega oblikovanja in založništva, umetniških izdelkov, likovnih tečajev in delavnic za otroke in odrasle, seminarjev in organizacije kulturnih dogodkov. To je kraj, kjer se povezujejo ustvarjalnost, skupnost in narava v harmoniji umetniškega izraza . Vrata v njen atelje so vedno odprta .
Vesna Benedetič je ilustrirala ogromno knjig in slikanic za več različnih založb .